# Miejski Klub Sportowy Cracovia Sportowa Spółka Akcyjna
O MKS Cracovia SSA, abreviado Miejski Klub Sportowy Cracovia Sportowa Spółka Akcyjna, é um clube de futebol polaco ou polonês da cidade de Cracóvia fundado em 1906, sendo o clube mais antigo da Polônia ainda em atividade e que disputa a Ekstraklasa. Suas cores oficiais são o vermelho e o branco.

## Rivalidade
O principal rival do Cracovia é o Wisła Kraków, clube da mesma cidade, onde fazem o clássico mais antigo da Polônia. O confronto entre as duas equipes é conhecido como Holy War (Guerra Santa).

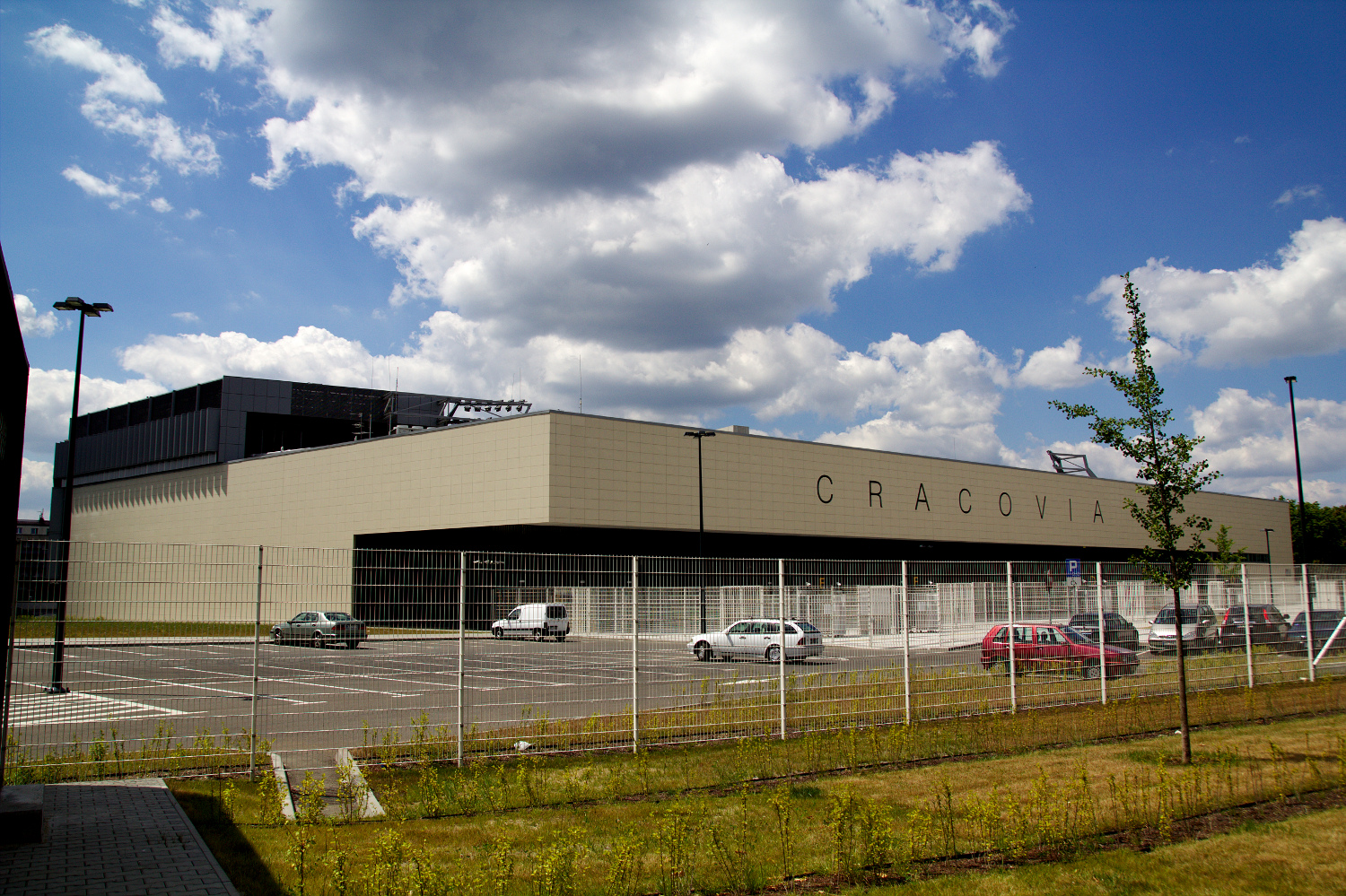
Estádio Marechal Józef Piłsudski

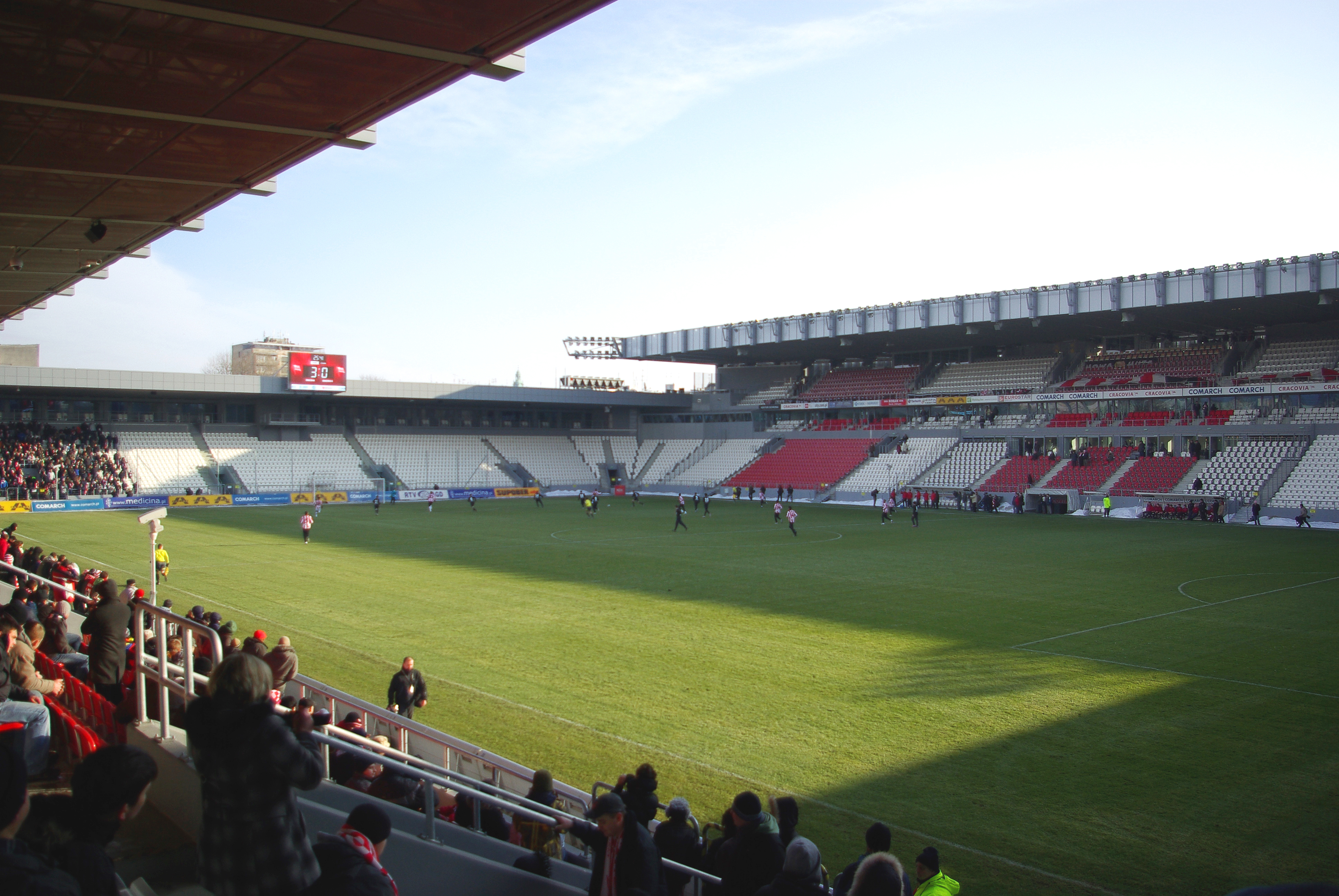
Estádio Marechal Józef Piłsudski

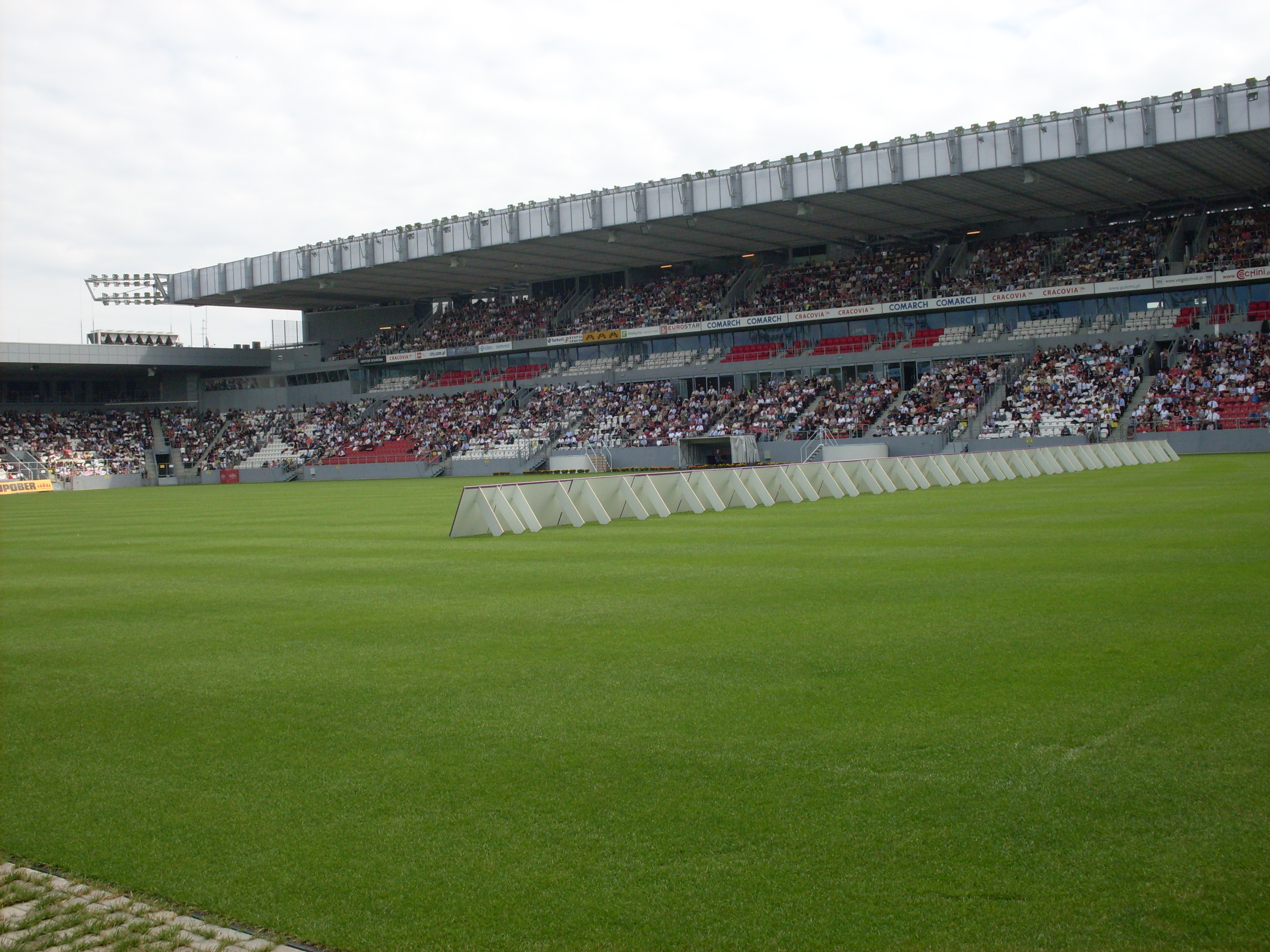
Estádio Marechal Józef Piłsudski

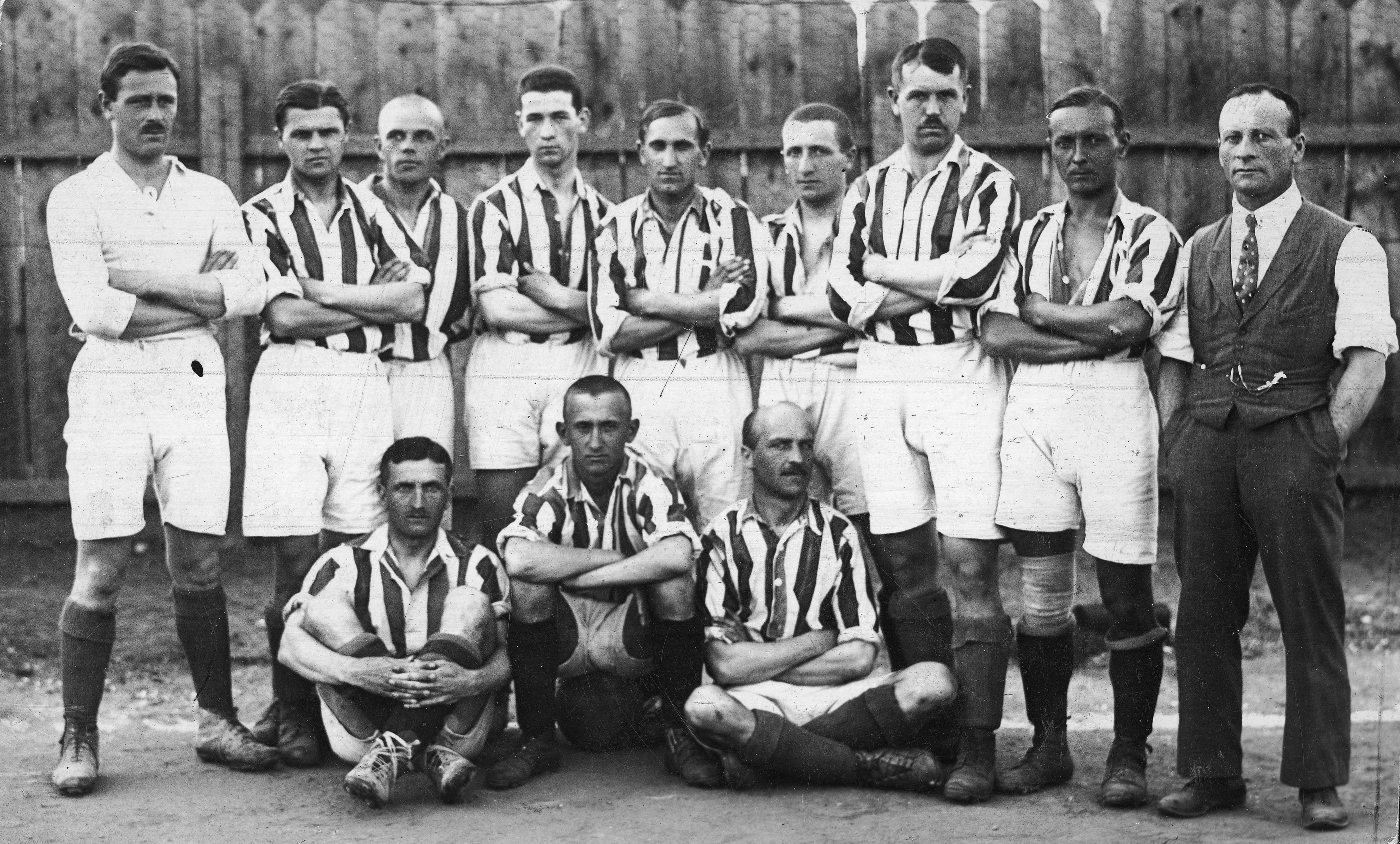
Cracovia 1921

## Títulos
- Campeonato Polonês (Ekstraklasa): 1921, 1930, 1932, 1937 e 1948
- Copa da Polônia: 2019-20
- Supercopa da Polônia: 2020

### Conquista da Copa da Polônia de 2019-20
Em 24 de julho de 2020, o Cracovia conquistou a Copa da Polônia pela primeira vez. A conquista foi marcante, tendo em vista que o clube encerrou um jejum de 72 anos sem vencer um título nacional.

## Uniformes

### Uniformes atuais
| Primeiro Uniforme | Segundo Uniforme | Primeira Combinação |